# Bá tước xứ Barcelona
Bá tước Barcelona (tiếng Catalan: Comte de Barcelona, Tiếng Tây Ban Nha: Conde de Barcelona, tiếng Latinh: Comites Barcinonenses), là những người cai trị lãnh thổ Catalonia từ thế kỷ IX đến XV.

## Lịch sử

Xứ biên trấn Tây Ban Nha

Lãnh thổ Barcelona được tạo ra bởi Hoàng đế Charlemagne sau khi ông chinh phục vùng đất phía bắc sông Ebro. Những vùng đất này, được gọi là Marca Hispanica, được phân chia thành nhiều tiểu quốc khác nhau, trong đó Bá tước Barcelona cai quản nhiều vùng đất cùng một lúc, cuối cùng trở thành thế lực hùng mạnh nhất của khu vực.
Khi các lãnh thổ trở thành vùng đất nằm dưới quyền thế tập của các dòng họ, thì mối quan hệ của vùng đất với các lãnh chúa người Frank được nới lỏng, đặc biệt là sau khi vương triều Nhà Capet thay thế cho vương triều Nhà Carolus.
Vào thế kỷ XII, các lãnh thổ tiến hành liên minh với Vương quốc Aragon, toàn bộ lãnh thổ rộng lớn nằm dưới quyền cai trị duy nhất của một quân chủ. Năm 1258, Vua Pháp đã từ bỏ thẩm quyền phong kiến của mình đối với vùng đất này trong Hiệp ước Corbeil.

## Danh sách các bá tước Barcelona

### Không triều đại, 801–878
| Tên                 | Sinh - mất                | Thời gian cai trị | Hôn nhân                                                  | Ghi chú |
| ------------------- | ------------------------- | ----------------- | --------------------------------------------------------- | --- |
| Berà I              | 800 - 844                 | 801 - 820         | Romilla 3 người con Duoda Sanchez de Gascogne 2 người con | Ông cũng đồng thời là hầu tước xứ Gòtia trong khoảng thời gian làm công tước của xứ Barcelona. Sau đó, ông tiếp tục làm bá tước xứ Girona và Bésalu, rồi thống đốc các bá quốc xứ Rasès và Conflent. Là người Gothic, ông là con của thánh Guillaume xứ Toulouse. Ông tham gia 2 lần viễn chinh của quân đội người Frank vào Barcelona và đánh chiếm được thành phố này. Ông sau đó gần như bị xử tử hình vì để xứ Pamplona và Basque chia đôi (lúc này hai vùng còn nằm trong cùng một thể chế chính trị), nhưng Louis Mộ Đạo giảm nhẹ hình phạt xuống lưu đày ở Berà nơi ông bị lưu đày cho đến lúc chết.                      |
| Rampon              | 770 - 825                 | 820 - 825         | Không rõ                                                  | Là một đầy tớ trung thành của Charlermagne, ông được chọn vì gần như ở không tham gia tranh chấp quyền lực ở vùng biên trấn Tây Ban Nha. Ông cũng đồng thời cai trị luôn các xứ Bésalu, Girona và Osona. Ông chỉ huy cuộc tấn công quân Hồi giáo theo yêu cầu của bá tước xứ Aachen và đã tiến quân tới tận sông Segre. |
| Bernard I           | 795 - 844                 | 825 - 832         | Duoda 29 tháng 6 năm 824 3 người con                      | Ông được Louis Mộ Đạo bổ nhiệm làm Bá tước của Barcelona và xứ Girona thay cho Rampon năm 826, sau gần vài tháng không có người cai trị vùng. Ông là một người thân Frank và kẻ thù của người Hồi giáo, và vì vậy đi ngược lại quyền lợi của các quý tôc người Visigoth. Ông còn là công tước xứ Septimania từ tháng 6 năm 828. Bị phế truất vì xúi giục Pépin I, một trong những đứa con của Louis Mộ Đạo, nổi loạn. Ông bị tống giam vào nhà ngục tại Trier. |
| Berenger Thông thái | c. 790 - 835              | 832 - 835         | Không có                                                  | Lên ngôi sau khi Bernard bị tống giam. Trong thời gian ông trị vì, Galí I Asnar đã chiếm Pallars và Ribagorça từ tay ông. Mất đột ngột khi đang trên đường gặp Pépin I xứ Aquitaine. |
| Bernard I           | 795 - 844                 | 835 - 844         | Duoda 29 tháng 6 năm 824 3 người con                      | Lên ngôi sau khi Berenger mất. Ông tiếp tục khiến những quý tộc Goth địa phương, những người vốn đã ủng hộ Berenger trước đó, không hài lòng. Từ năm 841 trở đi, ông thường xuyên vắng mặt do tham gia tranh chấp trong đế quốc. Những tử tước trong vùng lúc này lập thành hội đồng và tạm quyền cai trị thay ông. Năm 842, ông nổi loạn chống Charles Hói và đến đầu năm 844 thì ông bị chặt đầu theo lệnh của ông này. |
| Sunifred I          | 805 - 848                 | 844 - 848         | Ermessenda 940 6 người con.                               | Được bổ nhiệm bởi Charles Hói, ông kiêm luôn việc cai quản Girona, phiên hầu quốc Gothia, Osona, Besalú, Narbonne, Agde, Besiers, Lodeva, Melguelh and Nimes, Ông tiến hành hòa đàm cùng với người Hồi giáo vào tháng 12 năm 847, khoảng 6 năm sau khi họ tổ chức tấn công bá quốc Barcelona. Mất một cách tự nhiên vào năm 848, cùng năm với người anh (hoặc em trai) Sunyer. |
| Guillaume           | 28 tháng 11 năm 856 - 850 | 848 - 850         | Không có                                                  | Ông đồng thời là Bá tước xứ Toulouse (844-849) và Empúries (848 - 850). Ông đồng thời cũng chiếm luôn vị trí của cha mình, vốn trước đó là bá tước các xứ Gothia và Septimania cũng trong cùng khoảng thời gian này. Ông tự mình liên minh với người Hồi giáo trong cuộc xung đột với nhà vua Pháp ở xứ Aquitaine. Thất bại, ông quay về Barcelona và bị quý tộc nơi đây giết chết. |
| Aleran              | 800 - 852                 | 849/850 - 851/852 | Không rõ                                                  | Ông cũng đồng thời là bá tước xứ Troyes, hầu tước xứ Gòtia, bá tước xứ Rosselló và Empúries. Không rõ là ông chết vì lý do gì, nhưng có khả năng là ông bị giết trong cuộc càn của người Hồi giáo vào Barcelon (851-852). |
| Odalric             | ? - 859                   | 852 - 858         | Không rõ                                                  | Ông tham gia cùng với Charles Hói giải quyết vấn đề về người đứng đầu nền quân chủ tại xứ Aquitaine. Thời kỳ ông cai trị cũng đánh dấu sự tàn phá nghiêm trọng của người Hồi giáo vào Barcelona năm 865 |
| Humfrid             | ? - 864/876 (?)           | 858 - 864         | Berta Không rõ tình trạng hôn nhân                        | Là thành viên nhà Humfriding, ông được bổ nhiệm làm người đứng đầu nền quân chủ ở Xứ biên trấn Hispania từ năm 854 - 858. Năm 858, ông tiến hành hòa đàm với người Moor (việc này được thực hiện một lần năm 861, khi người Moor thất bại trong việc vây hãm Barcelona) và tiến quân vào xứ Gaul cùng với người Pháp. Sau đó, ông tiếp tục nhận được các xứ Autun và Burgundy. Ông bị cách chức năm 862 vì không ủng Hộ Charles Con, con của Charles Hói, lên ngôi vua xứ Aquitance. Tuy vậy, ông vẫn kiểm soát vùng thêm 2 năm nữa, khi ông không còn đồng minh mặc dù đã kiểm soát được thành Tolouse, và bị buộc chạy sang Ý. |
| Bernard II          | ? - 880                   | 865 - 878         | Không rõ                                                  | Lúc đầu ông được trao cho các bá quốc Auvergne và Autun (864). Trong thời gian cai trị, ông tiến hành cải tổ chính quyền, tiếp tục can dự đến xứ Aquintance, sau đó tham gia nổi loạn chống lại Charles Hói và người kế vị sau đó là Louis Kẻ nói lắp (có lẽ vì việc bổ nhiệm vị Giám mục mới là Frotario) cho đến lúc mất. |

### Nhà Sunifred, 878–1162
| Tên                                 | Chân dung   | Sinh - mất                                 | Thời gian cai trị                         | Hôn nhân |
| ----------------------------------- | ----------- | ------------------------------------------ | ----------------------------------------- | --- |
| Guifré I Râu rậm                    | không khung | 840 - 11 tháng 8 năm 897                   | 878 - 11 tháng 8 năm 897                  | Guinidilde d'Empúries Ít nhất 10 người con.                                                                                  |
| Guifré II Borrell I                 | không khung | c. 874 - 26 tháng 4 năm 911                | 12 tháng 8 năm 897 - 26 tháng 4 năm 911   | Gersenda xứ Toulouse 898 1 người con                                                                                         |
| Sunyer I                            | không khung | c. 890 - 15 tháng 10 năm 950               | 27 tháng 4 năm 911 - 947                  | Aimilda 914 1 người con Richilda xứ Toulouse 925 5 người con                                                                 |
| Miró I                              | không khung | 926 - 31 tháng 10 năm 966                  | 947 - 31 tháng 10 năm 966                 | Không có |
| Borrell II                          | không khung | 927 - 30 tháng 9 năm 993                   | 947 - 30 tháng 3 năm 993                  | - Letgarda xứ Toulouse 968 6 người con - Aimeruda xứ Auvergne 980 Không có con                                               |
| Ramon Borrell                       | không khung | 26 tháng 5 năm 972 - 8 tháng 9 năm 1017    | 988 - 8 tháng 9 năm 1017                  | Hermitage xứ Carcassonne c. 991 3 người con (?)                                                                              |
| Berenguer Ramon I Lưng gù           | không khung | 1005 - 26 tháng 5 năm 1035                 | 8 tháng 9 năm 1017 - 31 tháng 3 năm 1035  | Sancha Sánchez 1021 2 người con Guisla de Lluçà 1027 4 người con                                                             |
| Ramon Berenguer I Già               | không khung | 1023 - 26 tháng 5 năm 1076                 | 31 tháng 3 năm 1035 - 26 tháng 6 năm 1076 | Elisabeth xứ Nimes 14 tháng 11 năm 1039 3 người con Blanche xứ Narbona 1051 Không có con Almodis xứ Marche 1052 4 người con  |
| Ramon Berenguer II Tóc vàng nhạt    | không khung | 1053 - 5 tháng 12 năm 1082                 | 26 tháng 6 năm 1076 - 6 tháng 12 năm 1082 | Maud xứ Apulia 1978 3 người con                                                                                              |
| Berenguer Ramon II Kẻ giết anh trai | không khung | 1053 - 1097                                | 26 tháng 6 năm 1076 - 1097                | Không có |
| Ramon Berenguer III Vĩ đại          | không khung | 11 tháng 11 năm 1082 - 19 tháng 7 năm 1131 | 6 tháng 12 năm 1082 - 19 tháng 7 năm 1131 | Maria Díaz xứ Vivar 1104 2 người con Almodis xứ Mortain 1106 Không có con Douce I xứ Provence 3 tháng 2 năm 1102 7 người con |
| Ramon Berenguer IV Thần thánh       | không khung | 1114 - 6 tháng 8 năm 1162                  | 19 tháng 7 năm 1131 - 6 tháng 8 năm 1162  | Petronila I xứ Aragon Tháng 8 năm 1150 5 người con                                                                           |

### Nhà Barcelona, 1164–1410
| Tên                                                | Chân dung   | Sinh - mất                                 | Thời gian cai trị                          | Hôn nhân |
| -------------------------------------------------- | ----------- | ------------------------------------------ | ------------------------------------------ | --- |
| Alfonso I Giản dị, Người hát rong                  | không khung | 25 tháng 3 năm 1157 - 25 tháng 4 năm 1196  | 18 tháng 7 năm 1164 - 25 tháng 4 năm 1196  | Sancha xứ Castilla 18 tháng 1 năm 1174 9 người con |
| Pedro II Công giáo                                 | không khung | 1177 - 12 tháng 9 năm 1213                 | 25 tháng 4 năm 1196 - 13 tháng 9 năm 1213  | Maria xứ Montpellier 15 tháng 6 năm 1204 2 người con |
| Jaime I Kẻ chinh phục                              | không khung | 2 tháng 2 năm 1208 - 27 tháng 7 năm 1276   | 13 tháng 9 năm 1213 - 27 tháng 7 năm 1276  | Leonor xứ Castilla 6 tháng 2 năm 1221 1 người con Jolán của Hungary 8 tháng 9 năm 1235 10 người con (9 người con (?)) Teresa Gil de Vidaure (?) Không rõ thời gian 2 người con                                     |
| Pedro II Đại đế                                    | không khung | 1240 - 11 tháng 11 năm 1285                | 27 tháng 7 năm 1276 - tháng 11 năm 1285    | Constance II của Sicilia 13 tháng 6 năm 1262 10 người con |
| Alfonso III Người giải phóng                       | không khung | 4 tháng 11 năm 1265 - 18 tháng 6 năm 1291  | 2 tháng 11 năm 1285 - 18 tháng 6 năm 1291  | Eleanor của Anh 15 tháng 8 năm 1290 Không có con |
| Jaime II Công bằng                                 |             | 10 tháng 8 năm 1267 - 2 tháng 11 năm 1327  | 18 tháng 6 năm 1291 - 2 tháng 11 năm 1327  | Isabel xứ Castilla 1 tháng 12 năm 1291 Không có con Blanche xứ Anjou 25 tháng 10 năm 1295 10 người con Marie nhà Lusignan 13 tháng 11 năm 1315 Không có con Elisenda xứ Montcada 25 tháng 12 năm 1322 Không có con |
| Alfonso IV Tử tế                                   | không khung | 2 tháng 11 năm 1299 - 24 tháng 1 năm 1336  | 2 tháng 11 năm 1327 - 24 tháng 1 năm 1336  | Teresa xứ Entença 10 tháng 9 năm 1314 7 người con Leonor xứ Castila 18 tháng 10 năm 1319 2 người con |
| Pedro Ill Kẻ nghi thức, Kẻ mang dao găm            | không khung | 5 tháng 9 năm 1319 - 5/6 tháng 1 năm 1387  | 24 tháng 1 năm 1336 - 5/6 tháng 1 năm 1387 | Marie xứ Navarre 23 tháng 7 năm 1338 4 người con Leonor của Bồ Đào Nha 15 tháng 11 năm 1347 Không có con Eleanor của Sicily 27 tháng 8 năm 1349 4 người con Sibila xứ Fortiá 11 tháng 10 năm 1377 3 người con      |
| Juan I Thợ săn, Người bị bỏ rơi, Kẻ yêu sự tao nhã | không khung | 27 tháng 12 năm 1350 - 19 tháng 5 năm 1396 | 6 tháng 1 năm 1387 - 19 tháng 5 năm 1396   | Marthe xứ Armagnac 24 tháng 6 năm 1373 5 người con Yolande xứ Bar 2 tháng 2 năm 1380 7 người con |
| Martín Martín Cha, Nhân đạo, Giáo sĩ               | không khung | 1356 - 31 tháng 5 năm 1410                 | 19 tháng 5 năm 1396 - 31 tháng 5 năm 1410  | María xứ Luna 13 tháng 6 năm 1373 4 người con Marguerite xứ Prades 17 tháng 9 năm 1409 Không có con |

Sau này tước hiệu được chuyển giao cho nhà Trástramara theo Thỏa ước Casp năm 1402. Vì vậy đây trở thành tước hiệu đi kèm của của các vua chúa của nhà này và sau là của nhà Harburg khi gia tộc này (và sau là một nhánh của gia tộc) cai trị Tây Ban Nha. Sắc lệnh Nueva Planta (giữa các năm 1707 và 1716) ban hành hợp nhất các lãnh thổ trên toàn Tây Ban Nha (trong đó có vương quyền Aragon) vào xứ Castilla. Ở Barcelona, việc này được thực hiện năm 1716 và vì vậy tước hiệu không còn được nhắc đến với tư cách là một tước hiệu cha truyền con nối đối với các vị vua Tây Ban Nha hiện đại nữa.

### Chiến tranh của Những người gặt (Reaper's War), 1641-1659
Trong Chiến tranh Những người gặt, Hội đồng Nhà nước (Tiếng Catalan: Junta de Braços) của xứ Catalunya tuyên bố Louis XIII là công tước Barcelona vào ngày 21 tháng 1 năm 1641 với tên gọi Louis I. Tên gọi vẫn được duy trì trong suốt cuộc chiến cho đến tận Hòa ước Pyrénées ký kết vào ngày 7 tháng 10, 1659 khi người Pháp từ bỏ xứ Catalunya để đổi lấy sát nhập một phần Bắc Catalunya vào trong lãnh thổ Pháp.
| Tên      | Chân dung   | Sinh - mất                                | Thời gian tuyên bố tước hiệu              |
| -------- | ----------- | ----------------------------------------- | ----------------------------------------- |
| Louis I  |             | 27 tháng 9 năm 1601 - 14 tháng 5 năm 1643 | 21 tháng 1 năm 1641 - 14 tháng 5 năm 1643 |
| Louis II | không khung | 5 tháng 9 năm 1638 - 1 tháng 9 năm 1715   | 14 tháng 5 năm 1643 - 7 tháng 11 năm 1659 |

### Nhà Bourbon tuyên bố tước vị, 1977-1993
| Tên                                                                 | Chân dung   | Sinh - mất                               | Thời gian giữ tước hiệu                  | Hôn nhân                                                                                  |
| ------------------------------------------------------------------- | ----------- | ---------------------------------------- | ---------------------------------------- | ----------------------------------------------------------------------------------------- |
| Juan III Juan Carlos Teresa Silverio Alfonso de Borbón y Battenberg | không khung | 20 tháng 6 năm 1913 - 1 tháng 4 năm 1993 | 14 tháng 5 năm 1977 - 1 tháng 4 năm 1993 | Công chúa María Mercedes nhà Bourbon - Hai Sicilia Rome, 12 tháng 10 năm 1935 4 người con |